# 沃倫縣 (俄亥俄州)
沃倫县（英語：Warren County）是美国俄亥俄州西南部的一個縣，面積1,054平方公里。根據2020年美國人口普查，共有人口24萬2,337人。縣治萊巴嫩（Lebanon）。該縣成立於1803年5月1日，縣名紀念在美國獨立戰爭邦克山戰役中戰死的約瑟夫·沃倫。